# Giurgeni
Giurgeni es una comuna ubicada en el distrito de Ialomița, Rumania.

## Superficie
Cuenta con una superficie de 128,0 kilómetros cuadrados.

## Demografía
Hasta 2021 la población era de 1223 habitantes, con una densidad de población de 9,557 habitantes por kilómetro cuadrado.